# Darin Johnson
Darin Johnson (n. Sacramento, California, 21 de enero de 1995) es un baloncestista estadounidense que pertenece a la plantilla del Maree BC Galway de la Super League irlandesa. Con 1,96 metros de estatura, juega en la posición de escolta.

## Trayectoria deportiva

### Universidad
Jugó dos temporadas en los Huskies de la Universidad de Washington, en las que promedió 5,2 puntos y 1,6 rebotes por partido. En 2015 fue transferido a los Matadors de la Universidad Estatal de California, Northridge, donde, tras pasar un año en blanco como establece la normativa de la NCAA, jugó una temporada más, en la que promedió 13,8 puntos y 3,7 rebotes por encuentro.

### Profesional
Tras no ser elegido en el Draft de la NBA de 2017, sí lo fue en el Draft de la NBA Development League, donde fue seleccionado en la duodécima posición de la primera ronda por los Delaware 87ers, equipo con el que firmó contrato.